# リトル・セイント・ニック
「リトル・セイント・ニック」（Little Saint Nick）は、ザ・ビーチ・ボーイズの楽曲である。本楽曲はザ・ビーチ・ボーイズのオリジナルである。現在では多くの人々に親しまれ、クリスマスの定番ソングとして定着している。
本楽曲は『ザ・ビーチ・ボーイズ・クリスマス・アルバム』の1曲目、『スタック・オー・トラックス』の7曲目、『アルティメット・クリスマス』の1曲目に収められている。また『アルティメット・クリスマス』には13と15曲目に別バージョンが収められている。13曲目はシングルバージョンとしてリリースされた鉄琴と鈴の音がオーバーダビングされたバージョン、15曲目は『 オール・サマー・ロング』収録の「ドライヴ・イン」の元となったバージョンで、歌詞は同じだがメロディとアレンジが全く異なる。
ブライアン・ウィルソンは2005年のアルバム『ホワット・アイ・リアリー・ウォント・フォー・クリスマス』で「マン・ウィズ・オール・ザ・トイズ」と共にセルフ・カバーしている。